# Tomás Gil
Tomás Gil (Caracas, 23 de mayo de 1977) es un ciclista venezolano que corrió en el ciclismo profesional hasta el año 2016.

## Biografía
Desde pequeño estuvo ligado al deporte. Hizo karate, fútbol, un poco de surf, hasta que a los 16 años se decidió por el ciclismo compitiendo inicialmente en bicicleta de montaña. En 1994 se graduó de Bachiller en el colegio Institutos Educacionales Asociados (El Peñón), en el sureste de Caracas. Pertenece a la Promoción 25.
Luego pasó al ciclismo en ruta con la Selección de Distrito Capital y en Puerto La Cruz corrió su primera competencia como ciclista. En su primer año en la categoría élite, logró la 2.ª posición en la prueba de persecución individual en el Campeonato Nacional de Pista. Además, ganó la contrarreloj y la persecución por equipos. Luego de esos resultados en el año 1996, pasó a formar parte de la Selección Nacional de Venezuela. Luego de dejar la Selección de Distrito, pasó al equipo Distribuidora La Japonesa, con el que corrió dos años para luego pasar por las filas de Carabobo, Mérida, Carabobo, Zulia y la Lotería del Táchira.
Ha sido campeón de Venezuela contrarreloj en tres oportunidades (2006-2008 y 2010) y una vez campeón de ruta (2007). Representando a su selección ha conseguido varias medallas en los Campeonatos Panamericanos de Ciclismo de Pista y Ruta y en los Juegos Centroamericanos y del Caribe.
En las carreras más importantes de Venezuela, fue el ganador de la Vuelta a Venezuela en 2010 además de obtener la tercera colocación en 2003 y 2007. En la Vuelta al Táchira obtuvo el 2.º lugar en 2009. 
En febrero de 2011 logró su primera victoria en una carrera por etapas fuera de fronteras al ganar la Vuelta Independencia Nacional en República Dominicana. Para la temporada 2012 tras el acuerdo del gobierno de Venezuela de patrocinar al equipo de Gianni Savio, el Androni Giocattoli, Tomás Gil fue uno de los dos ciclistas venezolanos (junto a Miguel Ubeto) que pasó al equipo italiano, pasando por primera vez a competir por un equipo profesional. En este equipo estuvo dos temporadas, para luego fichar por el otro equipo italiano profesional continental, el Neri Sottoli.

## Palmarés

### Pista
2004
- 2.º en el Campeonato Panamericano en Pista, Persecución por Equipos

2007
- 2.º en los Campeonato Panamericano en Pista, Persecución Individual
- 2.º en los Campeonato Panamericano en Pista, Persecución por Equipos

### Ruta
2004
- 3.º en el Campeonato de Venezuela en Ruta
- 2.º en el Campeonato de Venezuela Contrarreloj

2006
- Campeonato de Venezuela Contrarreloj
- 3.º en los Juegos Centroamericanos y del Caribe Contrarreloj

2007
- 3.º en el Campeonato de Venezuela Contrarreloj
- Campeonato de Venezuela en Ruta
- 3.º en el Campeonato Panamericano Contrarreloj

2008
- Campeonato de Venezuela Contrarreloj

2010
- Campeonato de Venezuela Contrarreloj
- Vuelta a Venezuela, más 1 etapa
- Juegos Centroamericanos y del Caribe Contarreloj

2011
- Vuelta Independencia Nacional, más 1 etapa
- 3.º en el Campeonato Panamericano Contrarreloj
- 2.º en el Campeonato de Venezuela Contrarreloj

2012
- 1 etapa de la Vuelta al Táchira
- Campeonato de Venezuela Contrarreloj

2014
- 3.º en el Campeonato de Venezuela Contrarreloj

2015
- 3.º en el Campeonato de Venezuela Contrarreloj

## Resultados en Grandes Vueltas y Campeonatos del Mundo
| Carrera              | Carrera              | 2011  | 2012 | 2013 | 2014 | 2015 | 2016 |
| -------------------- | -------------------- | ----- | ---- | ---- | ---- | ---- | ---- |
|                      | Giro de Italia       | —     | —    | Ab.  | —    | 1° — | —    |
|                      | Tour de Francia      | —     | —    | —    | —    | —    | —    |
|                      | Vuelta a España      | —     | —    | —    | —    | —    | —    |
| Mundial en Ruta      | Mundial en Ruta      | 130.º | Ab.  | —    | —    | —    | —    |
| Mundial Contrarreloj | Mundial Contrarreloj | 54.º  | —    | —    | —    | —    | —    |

—: no participa

Ab.: abandono